# Zhang Shengmin
Zhang Shengmin, född 1958, är en kinesisk politiker och general. Han är ledamot av den tjugonde centralkommittén i Kinas kommunistiska parti och sitter i den Centrala militärkommissionen, där han är sekreterare i kommissionen för disciplininspektion.